# Helsjöns folkhögskola

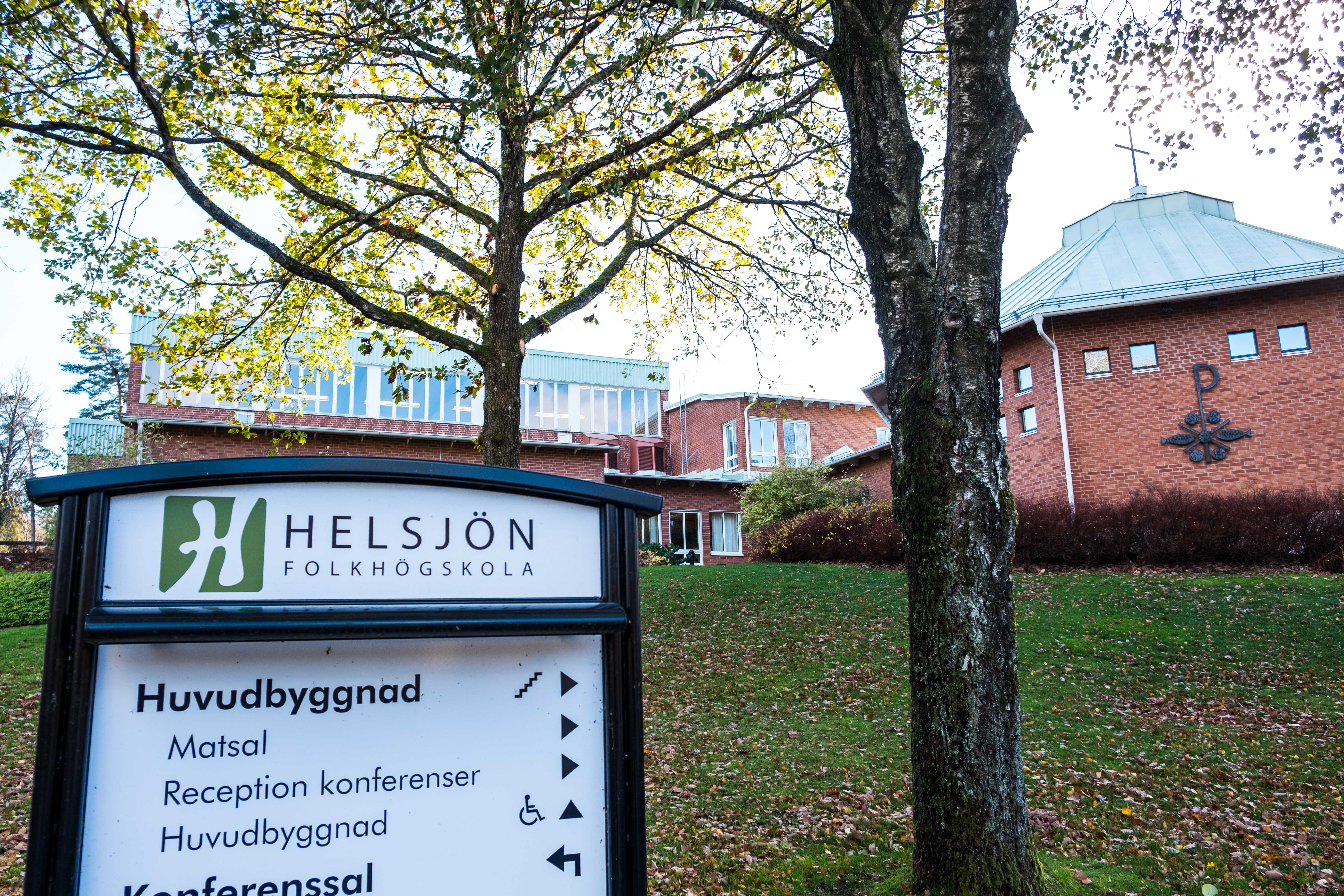
Helsjöns folkhögskola, skolbyggnaden och kapellet.

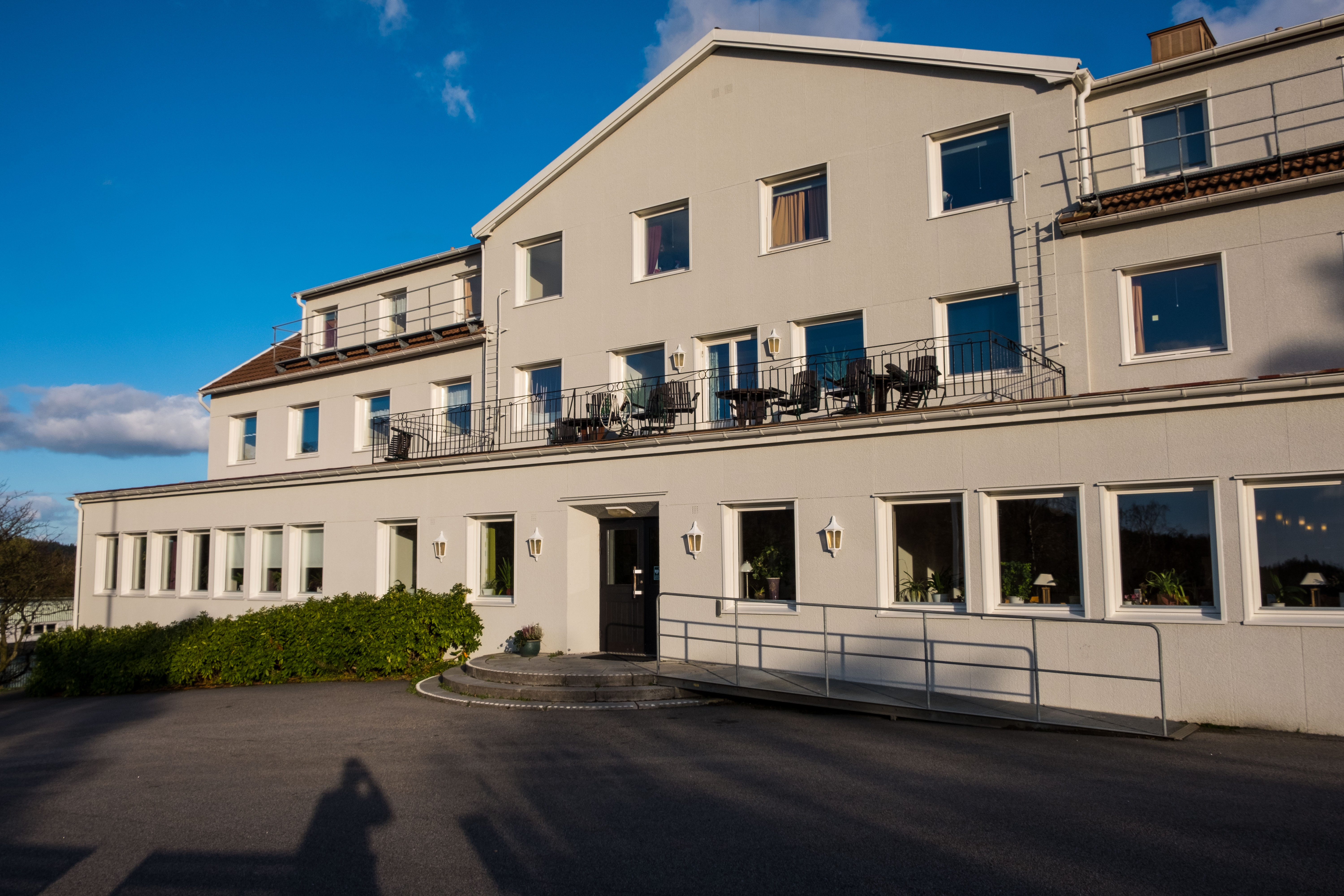
Helsjöns folkhögskola, huvudbyggnaden.

Helsjöns folkhögskola är en folkhögskola i Horreds socken i sydvästra Västergötland, nära gränsen till Halland. Närmaste tätort är Horred.
Skolan har sitt namn efter intilliggande Helsjön, även kallad Hällesjö. Sjöns vatten och gyttja sades ha helande egenskaper och var grunden för inrättandet av Helsjöns kuranstalt vilken gjordes om till folkhögskolan som öppnade 1953. 
Göteborgs stift är huvudman för folkhögskolan, som erbjuder både längre utbildningar och kortare kurser. De största utbildningarna är Allmän kurs (1-3 år) och Musiklinjen (1-2 år). Några av de kortare kurserna är Kyrkans grundkurs, Japanska på kvartsfart, Odlarglädje & Skapelsekärlek samt en fördjupningskurs för anhörigkonsulenter. Skolan har omkring 125 elever, jämnt fördelade på internat- och dagelever. Skolan driver en konferens- och kursgård, vandrarhem och bed and breakfast.

## Historik
Folkhögskolan ligger i ett område omtalat av Sven Peter Bexell i Hallands historia och beskrifning 1817–1819. Om det intilliggande berget skriver han: "Texelberget är det högsta berg i socknen (Idala), på dess högsta spets ligger råmärket emellan Halland och Västergötland". Vidare: "Uti själva Västgötagränsen nära hemmanet Rampegärde och Skoga ligger en liten sjö, Helsjön kallad. Han (sjön) erhöll 1809 viss märkvärdighet därav, att tusentals personer ibland Hallands och Västergötlands allmoge strömmade dit för att både in- och utvärtes begagna dess vatten". Tron på vattnets helande verkan hade enligt Bexell uppstått, sedan man sett en kvinna sittande på vattnet med en orm i handen. En gång varje århundrade skulle detta fenomen återkomma enligt folktron.
Blanche Hedenberg, född 1900, berättar i en 2009 utgiven bok av Alva Peterson: "... efter första sonens födelse blev mamma förlamad och då sa befolkningen till dem att resa till Helsjön och stryka på ”laira” (lera), för den gör nytta. Så lade de mamma på en vagn med bara några säckar, bolstrar och något. Det fanns inga vägar utan det gick över stock och sten och var en lång väg, sju km till Helsjön från Horred. Så strök de henne med gyttja och så fortsatte det och hon blev bra. Hade sedan aldrig mer värk i hela sitt liv efteråt. Då trodde pappa att det måste vara något speciellt i den där gyttjan så han satte igång och kostade nästan ensam på vägen till Helsjön. Då fanns ingenting där bara ödemarker runt omkring och så var det den där leran, som de hämtade i vattnet ibland. Sen började han då att bygga en liten restaurang och gäststuga som sommartiden kunde ta emot några gäster. Det blev en stor verksamhet, större år efter år. Det var bara öppet på somrarna, tre månader. Gick inte att ha det annorlunda för det fanns inget kök och inget vatten. Om det fanns någon läkare anställd de första åren vet jag inte men sedan. Detta var ungefär 1890. De höll på till åtminstone 1913 för då dog pappa och min äldste bror övertog det."
Ur denna blygsamma början (1888 har angetts) utvecklades Helsjöns gyttjebad och kuranstalt. Byggnader tillkom, läkare fanns att tillgå och en liten orkester underhöll badgästerna, som kunde välja inackordering av olika slag. Verksamheten varade till 1949 då anläggningen köptes av en stiftelse med förankring i Göteborgs stift. 1953 öppnades skolan, som till viss del ännu använder kurortens gamla byggnader.
Sjön Helsjön återfinns på vissa kartor som Hällesjö.